# زوران رویه
زوران رویه (انگلیسی: Zoran Roje؛ زادهٔ ۷ اکتبر ۱۹۵۵) بازیکن واترپلو اهل یوگسلاوی بود.